# 10838 Lebon
10838 Lebon (1994 EH7) là một tiểu hành tinh vành đai chính được phát hiện ngày 9 tháng 3 năm 1994 bởi E. W. Elst ở Caussols. Nó được đặt tên cho Gustave Le Bon.